# Pałac w Wąsowie
Pałac w Wąsowie – zabytkowy pałac w miejscowości Wąsowo.
Klasycystyczny pałac z elementami barokowo-klasycystycznymi wybudowany w latach 1780–1786 dla Sylwestra Sczanieckiego.
Pałac na planie prostokąta, piętrowy, z wysokim parterem i niskim piętrem, nakryty czterospadowym dachem. Ryzalit frontowy trzyosiowy, z pilastrami wielkiego porządku i trójkątnym frontonem, w którym umieszczono herby: Ogończyk Skórzewskich i Ossoria Sczanieckich. Dwa ryzality boczne, jednoosiowe. We wnętrzu, na osi głównej sień, klatka schodowa i salon. W pozostałej części budynku obecnie pokoje hotelowe.
Po śmierci rodziców, u dziadków Anastazji i Sylwestra Sczanieckich zamieszkała Emilia Sczaniecka wraz z rodzeństwem. W wyniku działów rodzinnych majątek w Wąsowie i Brodach otrzymał Konstanty Sczaniecki. Z czasem majątek ten w roku 1860 wykupił Ludwik Lewinka. Po kilku ośmiu latach odsprzedał go bankierowi z Berlina - Richardowi von Hardt.
Obok pałacu znajduje się pałac "nowy" z 1872 r.
Od 1995 roku Pałac w Wąsowie należy do prywatnego właściciela, który go odrestaurował (z zachowaniem dawnej architektury i dekoracji) i przekształcił na centrum hotelowo-restauracyjne.

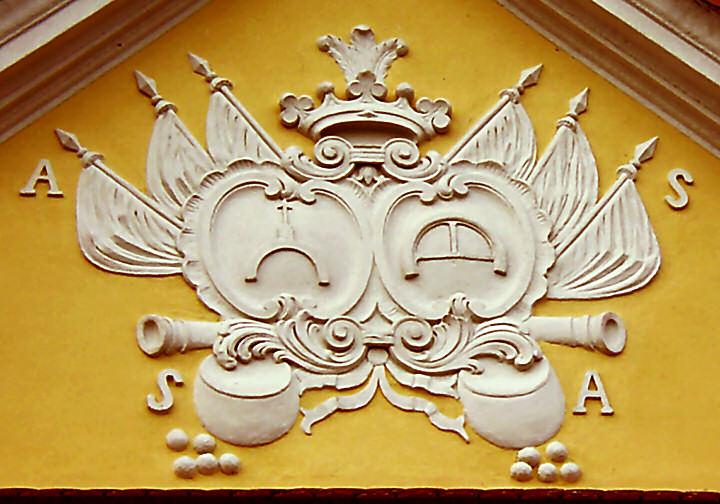
Herby Ogończyk (L) Ossoria (P)
Herby Ogończyk Skórzewskich (L)
Ossoria Sczanieckich (P)